# Ruperto di Deutz
Ruperto di Liegi o di Deutz (Liegi, 1075 circa – Deutz, 4 marzo 1129) fu un monaco benedettino tra i più prolifici del XII secolo e scrisse numerosi commenti alla Sacra Scrittura.

## Biografia

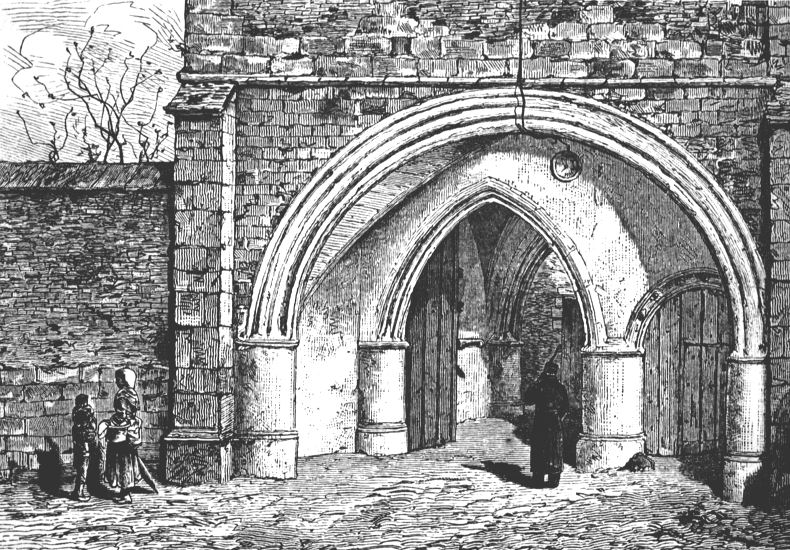
Portale dell'abbazia di San Lorenzo

Ancora bambino, Ruperto fu affidato dalla sua famiglia all'abbazia benedettina di San Lorenzo, a Liegi (Belgio). Divenuto adulto, fu coinvolto nei conflitti, che dividevano la Chiesa tra vescovi filo-papali e filo-imperiali. Nel 1092 seguì con altri monaci l'abate del monastero di San Lorenzo, Berengario, in esilio nella Francia del Nord. Tornato a Liegi nel 1095, verso il 1109 fu ordinato sacerdote dal vescovo Otberto. Pochi anni dopo, iniziava la sua prolifica stagione di scrittore e pubblicava le sue prime opere: il De divinis officiis, dove egli spiega il significato della liturgia; il De sancta Trinitate et operibus eius; i Commentaria in Evangelium sancti Iohannis e il De voluntate Dei. Nei 42 libri del De sancta Trinitate, oltre a fornire un commento scritturale, Ruperto prende posizione nei confronti della filosofia. Vi sostiene che l'apostolo Paolo, nella lettera ai Romani non intese « condannare gli studi o le scuole di grammatica, di dialettica, di retorica, di aritmetica, di geometria, di musica, di astronomia, ma denuncia i loro esponenti per non aver ricercato da queste il frutto della sapienza, per il quale queste arti furono date da Dio ».
Mostrata così la sua conoscenza delle discipline del trivio e del quadrivio, fondamento dell'istruzione scolastica medievale, Ruperto, sulla scorta di un'erronea opinione formulata per la prima volta da Ambrogio, contesta ai filosofi dell'antichità pagana - Pitagora, Socrate, Platone ceterique fueri philosophi - di aver rubato idee e dottrine dalle Scritture, stravolgendole per la loro incapacità di comprenderne l'autentico significato. Così Platone, leggendo nel Genesi che lo spirito di Dio aleggiava sulla superficie delle acque, « credette che si trattasse dello spirito del mondo, cioè dell'aria ».
Ma nella De sancta Trinitate et operibus suis Ruperto non si occupa della natura delle tre persone divine, né analizza la Scrittura secondo il sistema razionalistico della nuova scuola teologica di Laon. A Ruperto interessa rintracciare il disegno provvidenziale che sta alla base delle vicende del popolo ebraico, narrate nell'Antico Testamento. Egli individua così tre periodi della storia del mondo. Il primo, dalla creazione al peccato di Adamo, è caratterizzato dall'opera di Dio Padre; il secondo, che va dal peccato originale alla morte in croce di Gesù, si distingue per le opere di Cristo; nel terzo periodo, dalla resurrezione fino all'attesa fine del mondo, opera lo Spirito santo.

## Edizioni
- Mite e umile di cuore. I libri XII e XIII del "De gloria et honore Filii hominis. Super Matthaeum", introduzione, traduzione e note a cura di A. Magoga, Milano, Glossa, 2004